# Sarò libera
Sarò libera är det andra studioalbumet av den italienska sångaren Emma Marrone. Det gavs ut den 20 september 2011 och innehåller 16 låtar.

## Låtlista
| Nr  | Titel                        | Längd |
| --- | ---------------------------- | ----- |
| 1.  | Non è l'inferno              | 3:45  |
| 2.  | Nel blu dipinto di blu       | 3:44  |
| 3.  | Tra passione e lacrime       | 3:57  |
| 4.  | Sarò libera                  | 3:22  |
| 5.  | Senza averti mai             | 3:35  |
| 6.  | Non sono solo te             | 3:36  |
| 7.  | Ti capita mai                | 3:27  |
| 8.  | Dove finisce la notte        | 3:24  |
| 9.  | Acqua e ghiaccio             | 3:55  |
| 10. | Maledetto quel giorno        | 3:44  |
| 11. | Cercavo amore                | 3:32  |
| 12. | Da quando mi hai lasciato tu | 3:53  |
| 13. | Un attimo                    | 3:45  |
| 14. | Protagonista                 | 3:38  |
| 15. | Scusa se vado via            | 3:42  |
| 16. | Non è l'inferno              | 3:44  |

Spår 16 framförs tillsammans med Alessandra Amoroso.

## Listplaceringar
| Lista   | Topplacering |
| ------- | ------------ |
| Italien | 1            |
| Schweiz | 43           |